# Лукаш Тршешняк
Лукаш Тршешняк (чеськ. Lukáš Třešňák, нар. 9 березня 1990) — чеський футболіст, що грав на позиції нападника. Виступав, зокрема, за клуби «Спарта» (Прага) та «Яблонець». Володар Кубка Чехії.

## Ігрова кар'єра
У 2008 році Лукаш Тршешняк розпочав грати за другу команду празької «Спарти», а наступного року дебютував у головній команді «Спарти». Проте футболіст не закріпився в основному складі іменитого празького клубу, і в 2010 році перейшов до команди «Яблонець». У складі «Яблонця» Тршешняк став гравцем основного складу команди, та в сезоні 2012—2013 років став у складі команди володарем Кубка Чехії.
У 2014 році нападник перейшов до азербайджанського клубу «Сімург», проте в основному складі команди не закріпився, і в 2015 році повернувся до Чехії, де грав за нижчолігові команди «Гвоздніце», «Повлтавська футбольна академія» та «Їночани».

## Титули і досягнення
- Володар Кубка Чехії (1):

«Яблонець»: 2012–2013